# Louis du Tillet
Pour les autres membres de la famille, voir Famille du Tillet.
Louis du Tillet, curé de Claix puis chanoine d'Angoulême, hébergea Jean Calvin pendant son séjour à Angoulême (1533-1534), au cours duquel il travailla à la rédaction de la Psychopannychia (parue en 1542) et rassembla des éléments pour la future Institution de la religion chrétienne.

## Biographie
Ami, élève et protecteur de Calvin, Louis du Tillet fut le premier prêtre qui osa prêcher publiquement, en France dans sa chaire du petit village de Claix près d'Angoulême, les doctrines de la Réforme.
Louis du Tillet, fils d'Hélie du Tillet, est issu d'une famille noble connue en Angoumois depuis le XVe siècle.
Calvin était hébergé entre décembre 1533 à avril 1534 dans la maison de Louis du Tillet, curé de Claix et chanoine d'Angoulême. Il y a composé une grande partie de son livre Institution de la religion chrétienne. 
Se sentant en danger, Louis du Tillet et Calvin s'enfuirent en Allemagne. Mais Louis du Tillet rentra en France sous la demande de son frère Jean, évêque de Meaux. Il fut navré de ce qu'il vit en Allemagne, où il ne trouva nulle part la Réforme telle que l'on lui avait conté, et, dégoûté du luthéranisme et anxieux de l'abandon de sa cure, il abjura, tentant même de convaincre Calvin de revenir au catholicisme jusqu'en 1539.
Louis du Tillet retrouva sa cure à Claix et fut nommé plus tard archidiacre par l'évêque d'Angoulême.